# Denis Bouad
Pour les articles homonymes, voir Bouad.
 (février 2020).
Denis Bouad, né le 1er novembre 1952 à Lansargues (Hérault), est un homme politique français. Membre du Parti socialiste (PS), il est élu président du conseil départemental du Gard en 2015, puis sénateur du Gard en 2020.

## Biographie
Durant son enfance, sa famille s’installe à Blauzac, où son père Fernand, d'origine arabe, exploite une propriété viticole d’une douzaine d’hectares, qu’il reprend à l’âge de 18 ans et qu’il développe et fait prospérer pendant 43 ans[réf. nécessaire]. Celui-ci est maire de la commune de la Libération jusqu'en 1965. 
En 2004, Denis Bouad est élevé au rang de chevalier du mérite agricole.
En 1999, il devient président de Groupama Gard, mandat qu’il occupera jusqu’en 2017. À partir de 2009 jusqu’à 2017, il est également élu vice-président de Groupama Méditerranée.
Il préside également le conseil d’administration du centre hospitalier du Mas Careiron à Uzès de 2004 à 2015.

### Carrière politique
Denis Bouad adhère au PS en 1972. Au début des années 1990, par opposition à la guerre du Golfe, il rejoint le Mouvement des citoyens de Jean-Pierre Chevènement, qu'il quitte trois ans plus tard pour retourner au PS.
En 1989, il est élu maire de Blauzac, poste qu’il occupera jusqu’en avril 2015.
En 2001, il est à l’initiative de la création du Pays Uzège-Pont du Gard, alors sous statut associatif. Il en assurera la présidence jusqu’en 2014.
Lors des élections cantonales de 2004, il est élu conseiller général du canton d'Uzès, en battant au second tour le sortant Jean-Luc Chapon, maire d’Uzès.  Il est également élu président d’Habitat du Gard. En 2005, il est épinglé à ce titre pour avoir embauché un directeur des ressources humaines, Lakhdar Tebani, époux à la ville de Lucrèce Tebani, déléguée syndicale CGT d'Habitat du Gard.
Il est, lors des élections législatives de 2007, suppléant de Patrice Prat, en dissidence vis-à-vis du candidat officiel du PS dans la 3e circonscription Alexandre Pissas.
Après le renouvellement de 2008, il devient quatrième vice-président du conseil général du Gard. En 2011, il est nommé premier vice-président, et se voit confier la délégation au développement économique et à l'emploi.
En 2012, à la suite de l’indisponibilité du président Damien Alary, il assure l'intérim de la présidence.
Lors des élections départementales de 2015 dans le Gard,, avec comme remplaçant Jacques Bollègue, maire de La Calmette et en tandem avec Bérengère Noguier, ancienne conseillère générale du canton de St-Chaptes jumelé avec celui d’Uzès par le nouveau découpage électoral, il est élu représentant du nouveau canton d'Uzès.
Dans la foulée, le 2 avril 2015, il est élu président du conseil départemental du Gard et président d’Habitat du Gard. À partir d’octobre 2018, il siège également au conseil fédéral des Offices Publics de l’Habitat.
En 2020, il porte un budget qui prévoit 135 millions d'euros d'investissement pour le Gard.
Il est élu sénateur du Gard le 28 septembre 2020.

### Vie personnelle
Il est marié à l'infirmière Marie-Claude Pechoabierto depuis 1976 ; ils ont une fille, Aurélie,.